# 짱구는 못말려 극장판: 액션가면 VS 그래그래 마왕
《짱구는 못말려 극장판: 액션가면 VS 그래그래 마왕》(일본어: 映画クレヨンしんちゃんアクション仮面VSハイグレ魔王)은 1993년 제작된 일본의 애니메이션 영화이다.
우스이 요시토의 《주간 액션》에 연재된 만화 《짱구는 못말려》를 원작으로 제작된 TV시리즈 《짱구는 못말려》의 극장용 애니메이션 영화 시리즈 제1작이다.
작품 주요 캐릭터인 그래그래 마왕의 이름은 수영복 하이레그 디자인에서 유래하였으며, 개봉 이후 슈퍼 패미컴으로 비슷한 소재의 게임이 출시되었다.
PMP 엔터테인먼트에 의해 VCD를 통해 영어 제목으로는 Crayon Shinchan The Movie: Action Kamen VS Demon로 출시되었다.

## 대한민국 수입
대한민국에서는 대우전자㈜가 작품을 수입, 동우영상㈜를 통해 《짱구는 못말려 제2탄 액션가면 대 하이구레 마왕》이란 제목으로 1996년 연소자관람가 VHS를 처음 출시하였다. 출시 당시에는 현지화를 진행한 한국어 더빙으로 공개되었으며, 제작 순서와 달리 "제2탄"으로 소개되었다. 1997년, 게임 제작사 리얼리티위버는 이 작품을 소재로 하여 《짱구는 못말려 1》이란 게임을 한국 독자적으로 개발하였고 이는 삼성전자를 통해 출시되었다. 1998년에는 SBS에서 한국어 더빙 버전을 TV 최초로 방영하였다. 2008년에 대원미디어㈜에서 재수입하여 다시 더빙 작업을 진행하였고, 《극장판 짱구는 못말려 액션가면 VS 그래그래 마왕》이라는 제목으로 챔프, 애니원, 애니박스, 채널CGV에서 방영되었다. 방영 당시 등급은 15세 이상 관람가로 책정되었다. 더빙 제작사 대원방송㈜에서는 현지화를 진행하여 한국어 더빙으로 공개하였으나, 작품 내의 주제가와 오프닝, 엔딩곡 등은 방송사에 따라 원어 자막으로 방영되기도 하였다.

## 줄거리
어느 날, 액션 가면은 평소와 다름없이 만화를 촬영하고 있었다. 그러나 갑자기 폭풍이 들이닥치면서 어떤 괴상한 가면을 쓴 괴물이 방송국을 습격해서, 액션 가면 벨트 속에 있는 구슬을 가져간다. 그리고 사라지면서 액션 가면은 큰 중상을 입어, 다른 사람이 액션 가면 역할을 대신해 주어야 하는 상황까지 처했다. 결국 액션 가면은 큰 중상으로 인해서 북부 카스카베(떡잎마을) 병원에 입원하고 만다.
한편, 신노스케(신짱구)는 친구들인 토루(김철수)와 네네(한유리)와 마사오(이훈이)와 보오(맹구)와 신나게 놀고 있었다. 바로 초코비 안에서 나오는 카드들을 얼마나 모았는지 이야기를 하고 있었는데, 그나마 착실한 보오(맹구)는 50장 가까이 모았고 마사오(훈이)는 20장 가까이 모았다. 반면 신노스케(짱구)는 9장밖에 못 모았고 토루(철수)는 8장밖에 못 모았다. 그러나 사실 액션 가면의 카드들을 잘 알고 있는 사람은 토루(철수)였다. 토루(철수)는 자신의 친구들에게 카드에 대한 정보를 이야기한다. 카드들의 번호는 전부 100개까지이고, 쌍숫자 카드들은 모으기 상당히 어렵다는 점 등 많은 이야기를 한다. 물론 이로 인해서 토루(철수)는 신노스케(짱구)에게 액션 가면을 본다는 사실이 들통나게 된다.
그렇게 친구들과 늦게까지 놀아버린 신노스케(짱구)는 17시까지 집에 귀가하지 않았다는 이유로 신노스케의 엄마인 미사에(봉미선)에게 꾸중을 듣고 텔레비전까지 못 보게 된다. 하지만 우리의 신노스케(짱구)는 재치를 발휘해서 '눈에는 눈, 이에는 이.' 식의 복수를 통해서 미사에(봉미선)가(이) 텔레비전의 코드를 뽑아버렸을 때, 신노스케(짱구)도 냉장고와 전기밥솥 등의 코드들을 모조리 뽑아버림으로써 결국 미사에(봉미선)는(은) 신노스케(짱구)에게 텔레비전 보는 것을 허락하고 만다. 신노스케(짱구)는 만화를 보고 있는 도중에 뭔가 이상한 점을 느꼈다. 그리고 액션 가면에 대해 실망해버려서 크게 웃지도 않고 심각한 표정으로 있었다.
그래서 신노스케(짱구)는 만화를 유심히 보다가 액션 가면의 목소리가 아니라면서 친구들에게 말했고, 설상가상으로 액션 가면이 끝나면서 괴상한 가면을 쓴 괴물이 시청자들에게 경고하는 모습까지 잠깐 봤다고 말했다. 처음엔 신노스케(짱구)의 친구들인 토루(철수)와 네네(유리)와 마사오(훈이)와 보오(맹구)는 신노스케(짱구)의 말을 전혀 믿지 않았으나, 그것이 소문으로 퍼져 유치원생들까지 알게 된다. 그래서 오죽하면 후타바 유치원(떡잎 유치원)에서 열린 방학식 때 유치원생들은 원장 선생님의 훈화를 잘 듣지도 않고, 미도리 선생님(채성아 선생님)과 우메 선생님(나미리 선생님)도 서로 싸움이 나 버린 상태여서 방학식은 개판이 되어버렸다. 부원장 선생님이 이것을 막고자 노력했지만, 결국 부원장 선생님이 원장 선생님에게 ‘두목’이라는 말을 꺼낸 이유로 원장 선생님은 조직폭력배 같은 두목으로 돌변해서 방학식을 진행했고, 유치원생들도 원장 선생님의 질문에 두목 부하들 모습으로 대답한다.
중상을 입은 액션 가면은 치료를 받았기 때문에 빠르게 완쾌된다. 그러자 액션 가면의 후배인 미미코(미미)가 액션 가면에게 지구 행성 반대편인 저쪽 세계로 가야 한다면서 재촉한다. 액션 가면도 자신이 살고 있는 저쪽 세계로 돌아가고 싶었지만, 하이구레 마왕(그래그래 마왕)에게 구슬을 빼앗겼기 때문에, 자신의 세계로 돌아갈 수 없었다. 왜냐하면 구슬이 있어야만 지구 행성인 이쪽 세계와 지구 행성 반대편인 저쪽 세계를 오고 갈 수 있기 때문이다. 고심 끝에 그는 자신이 가지고 있는 황금 카드를 꺼내어, 자신을 도와줄 대리인을 찾기 위해 방법을 쓴다.
신노스케(짱구)는 여름방학이 시작되어 후바타 유치원(떡잎 유치원)에서 돌아오던 도중, 옆집에서 자신의 엄마인 미사에(봉미선)를(을) 만난다. 그리고 엄마를 따라 집 근처 고기집에 가서 고기를 사고, 신노스케(짱구)의 투정에 못 이긴 미사에(봉미선)는(은) 옆길로 새어난 길을 통해서 어떤 구멍가게를 발견한다. 옛날 풍경이 가득했고, 미사에(봉미선)는(은) 자신의 옛날 생각에 이끌려 신노스케(짱구)와 같이 초코비를 사러 성 근처 구멍가게에 들어간다. 그런데 우연히 신노스케(짱구)가 황금 카드가 들어있는 초코비를 고르고, 숨어있던 액션 가면과 할머니로 변장한 미미코(미미)는 이제야 자신들을 도울 대리인을 찾았다고 기뻐한다.
신노스케(짱구) 아빠인 히로시(신형만)도 역시 회사에서 하루 휴가를 얻어, 다음 날 노하라 가족들(신형만,봉미선,신짱구,흰둥이)은 카스카베 시(떡잎마을)로부터 떨어진 동해 시골 바닷가로 놀러간다. 그러나 자동차가 상당히 밀려서 혈전고투를 벌이다가, 우연히 산길 지름길을 발견하고 그 곳으로 자동차를 운전한다. 그러다가 액션 가면 대형 풍선을 보고, 노하라 가족들(신형만,봉미선,신짱구,흰둥이)은 그 곳에서 내려 액션 가면 대형 풍선을 구경한다. 그 과정에서 그 곳 사장을 만난다. 그 곳 사장이 신노스케(짱구)를 유명한 인물이라고 칭찬하자 신노스케(짱구)는 혹시나 해서 황금 카드를 내밀었고, 결국 그 곳 사장은 노하라 가족들(신형만,봉미선,신짱구,흰둥이)을(를) 우주선이 있는 곳으로 안내한다. 노하라 가족들(신형만,봉미선,신짱구,흰둥이)은 처음에는 이상하게 느꼈지만 신노스케(짱구)가 무료로 구경할 수 있게 해 주었기에, 거기에 걸맞게 신노스케(짱구)를 기쁘게 하기 위해서 마침내 우주선에 탑승한다. 참고로 그 곳 사장은 액션 가면이었다.
우주선에 탑승하자 큰 화면이 나타나고, 액션 가면이 노하라 가족들에게 그간의 사정(액션 가면이 구슬을 잃어버려서 저쪽 세계로 돌아갈 수 없어서, 저쪽 세계가 위기에 처해져 있는 것을 막을 수 없기 때문에 대신 노하라 가족들을 보내는 것이다.)을 잘 말해주고는, 우주선은 빠르게 움직여 황금 카드의 힘을 이용해 저쪽 세계의 또 다른 지구 행성으로 이동한다. 그리고 노하라 가족들은 그런 줄도 모르고, 우주선이 다 도착하자 우주선에서 내리고 다시 집으로 돌아가서 잠을 청한다. 노하라 가족들은 이쪽 세계와 저쪽 세계(지구 행성이 2개가 있다.)를 구분하지 못하였던 것이다.
다음 날, 평소와 다름없이 히로시(신형만)가(이) 출근하려고 하는데 갑자기 도쿄 특별시 신주쿠 구(우리나라에서는 서울 특별시 신촌이다.)의 시민들이 큰 도로와 작은 도로 할 것 없이 남녀노소 가리지 않고 수영복을 입고, "하이구레! 하이구레!"("그래그래! 그래그래!") 이렇게 외치는 것이었다. 히로시(신형만)는(은) 너무나도 놀라서 미사에(봉미선)와(과) 신노스케(짱구)에게 이 사실을 얘기하지만, 미사에(봉미선)와(과) 신노스케(짱구)는 쉽게 믿지 않는다. 그러다가 갑자기 어떤 검은색 대형 리무진이 노하라 가족들(신형만,봉미선,신짱구,흰둥이)의 집 벽을 들이받고, 그 곳엔 미미코(미미)의 쌍둥이 언니인 리리코(리리)가 카스카베 박사(고지식 박사)를 부축하고 갑자기 쳐들어온 하이구레 마왕(그래그래 마왕)의 부하들을 저지한다. 그리고 카스카베 박사(고지식 박사)를 모시고 집 안에 들어가서 노하라 가족들(신형만,봉미선,신짱구,흰둥이)에게 자세한 사정 이야기를 한다. 처음에는 노하라 가족들(신형만,봉미선,신짱구,흰둥이)은 믿지 못하는 분위기였다. 그러나 히로시(신형만)와(과) 미사에(봉미선)가(이) 볼을 세게 꼬집고 꿈에서 깨어나지 않는 것을 보아, 결국 사실로 믿을 수밖에 없었다.
한편 신노스케(짱구)는 카스카베 박사(고지식 박사)가 배가 아파 화장실에 있는 사이, 카스카베 박사(고지식 박사)가 숨겨둔 또 다른 구슬을 찾는다. 신노스케(짱구)는 그것이 사탕인 줄 알고 핥았다가, 갑자기 카스카베 박사(고지식 박사)가 구슬이 없어졌다고 소리치는 바람에 자기도 몰라 구슬을 삼키고 만다. 그 때 유치원 버스가 집 앞에 도착하여, 원장 선생님과 미도리 선생님(채성아 선생님)이 어서 이 곳을 탈출할 것을 권한다. 그러자 모두들 버스에 탈 줄 알았는데, 신노스케(짱구)가 갑자기 시로(흰둥이)를 데려오는 사이 하이구레 마왕(그래그래 마왕)의 직속 부하인 티백 남작이 쳐들어와, 구슬을 내 놓으라고 협박한다. 그러자 신노스케(짱구)가 시로(흰둥이)를 데리고 티백 남작의 엉덩이에 똥침을 놓아, 잠시 티백 남작이 정신을 잃은 사이 원장 선생님 일행은 탈출을 하지만, 티백 남작의 속도가 더 빨랐다. 결국 티백 남작에게 버스 뒤가 붙잡혀 버스가 가지 못하는데, 또다시 신노스케(짱구)가 혀를 낼름거리며 보여주며 아니꼬운 표정을 보여주자 티백 남작은 또 버스 뒤를 놓친다. 그리고 티백 남작은 또 추격하려 했지만, 갑자기 하이구레 마왕(그래그래 마왕)이 그를 저지하면서, 자신의 또 다른 부하인 하라마키 레이디스를(장미꽃 소녀단) 보낸다고 하면서 귀환 명령을 내린다.
한편 원장 선생님의 버스는 힘껏 출발하던 도중, 골목길 한복판에서 우메 선생님(나미리 선생님)을 만나서 버스를 세운다. 우메 선생님(나미리 선생님)은 이미 부원장 선생님은 하이구레 마왕(그래그래 마왕)의 부하가 됐다는 안 좋은 소식을 전해주고, 우메 선생님(나미리 선생님)도 버스에 탄다. 그리고 카스카베 박사(고지식 박사)는 자신의 비밀 연구소로 가자고 원장 선생님에게 요청한다. 그리고 카스카베 박사(고지식 박사)의 비밀 연구소에 가까스로 도착한다. 그러자 갑자기 우메 선생님(나미리 선생님)이 괴상한 신음소리를 내자, 갑자기 이것을 탐탁지 않게 여긴 리리코(리리)는 우메 선생님에게 따진다. 할 수 없이 우메 선생님(나미리 선생님)은 자신의 정체가 밝혀지자, 방어막을 관리하고 있던 과학자를 밀어내고, 방어막을 해제하여 하이구레 마왕(그래그래 마왕)의 군단이 무사히 쳐들어올 수 있게 도와준다. 사실 우메 선생님(나미리 선생님)은 진짜가 아니라, 하라마키 레이디스(장미꽃 소녀단)의 첩보원이었다. 그 결과 신노스케(짱구)와 미사에(봉미선)와(과) 리리코(리리)와 시로(흰둥이)를 제외하고는, 연구소 안에 있던 사람들은 모두 하이구레 마왕(그래그래 마왕)의 부하가 된다. 신노스케(짱구)와 미사에(봉미선)와(과) 리리코(리리)와 시로(흰둥이)만이 가까스로 비밀 공간으로 탈출하여, 그들은 카스카베 박사(고지식 박사)가 발명한 자전거를 본다.
그 자전거는 30kg 미만인 어린이가 탈 수 있었으며, 결국 신노스케(짱구)는 시로(흰둥이)와 같이 자전거에 탄다. 그 자전거는 최신식이었기 때문에, 시로(흰둥이)와 말을 할 수 있었다. 아무튼 그 자전거로 하라마키 레이디스(장미꽃 소녀단)를 무사히 따돌리고, 결국 하라마키 레이디스(장미꽃 소녀단)는(은) 신노스케를 추격하는 도중 엔진이 과열되어 지상으로 떨어진다. 신노스케(짱구)는 그녀들을 구하고 그녀들로부터 하이구레 마왕(그래그래 마왕)이 있는 본부인 도쿄 특별도청(우리나라에서는 서울 신촌이다.)을(를) 간다. 그리고 계속 가다가 티백 남작을 만나고, 티백 남작과 대결하여 가까스로 티백 남작을 무찌름으로써 하이구레 마왕(그래그래 마왕)의 본부대 안으로 들어간다. 그리고 하이구레 마왕(그래그래 마왕)을 무찌르기 위해 앞으로 전진하려고 하지만, 이미 자전거가 크게 파손당했기 때문에 더 이상 시로(흰둥이)와는 말을 할 수 없었다.
신노스케(짱구)는 시로(흰둥이)를 성 입구에 놔두고 안으로 계속 들어간다. 거기서 하이구레 마왕(그래그래 마왕)을 만나고, 하이구레 마왕(그래그래 마왕)은 구슬을 내 놓으라고 협박한다. 그러나 신노스케(짱구)는 구슬을 삼켰기 때문에, 하이구레 마왕(그래그래 마왕)은 마법을 이용하여 구슬을 빼내고 구슬을 파괴하지만, 신노스케짱구)가 하이구레 마왕(그래그래 마왕)의 귀걸이 안에 있는 구슬을 찾아내서, 황금 카드로 방어하면서 시간을 버는 사이, 액션 가면이 신노스케(짱구)의 카드 속에서 나온다. 그리고 액션 가면은 하이구레 마왕(그래그래 마왕)에게 결투를 신청했고, 할 수 없이 하이구레 마왕(그래그래 마왕)은 액션 가면과 결투를 벌이기로 했다. 하이구레 마왕(그래그래 마왕)은 액션 가면이 먼저 자신의 동상 꼭대기에 있는 버튼을 누르면, 지구 행성 밖으로 물러나겠다고 약속을 한다. 그러나 서로 만만치 않았기에, 결국 하이구레 마왕(그래그래 마왕)과 액션 가면이 동시에 버튼을 누름으로써 무승부로 끝나고, 검으로 승부를 벌일 수밖에 없었다.
검으로도 만만치 않은 승부를 벌였다. 처음에는 액션 가면이 약간 불안했지만 그 틈새를 노려 마침내 하이구레 마왕(그래그래 마왕)이 성 꼭대기 밖으로 떨어질 위기에 놓인다. 그 때 우리의 신노스케(짱구)가 우스꽝스러운 표정을 지으며 하이구레 마왕(그래그래 마왕)을 꼭대기 밖으로 떨어지게 하려고 하지만, 액션 가면은 하이구레 마왕(그래그래 마왕)을 도와주면서 검으로 마저 승부를 봐야 한다며 신노스케(짱구)에게 말한다. 처음에 신노스케(짱구)는 액션 가면이 크게 손해를 볼 수 있다고 따지지만, 액션 가면은 남자라면 정정당당히 승부를 끝까지 봐야 한다고 말하면서 신노스케(짱구)를 설득시킨다. 마저 승부가 시작되었다. 그 때 액션 가면이 하이구레 마왕(그래그래 마왕)의 틈을 노려 하이구레 마왕(그래그래 마왕)의 검을 놓치게 했다. 하지만 하이구레 마왕(그래그래 마왕)은 승부를 쉽게 인정하지 않고, 갑자기 괴물로 변신하여 액션 가면의 멱살을 잡고 액션 가면을 죽이려고 하였다.
그 때 신노스케(짱구)가 "액션 가면! 힘내세요!"라고 외치는 순간, 신노스케(짱구)의 손에서 빛이 나오는 것이었다. 사실 신노스케(짱구)가 구슬을 가지고 있었기 때문에 결국 신노스케(짱구)의 힘과 액션 가면의 힘을 합쳐, 하이구레 마왕(그래그래 마왕)은 액션 빔을 정통으로 맞고 결국 기절한다. 잠시 후 깨어난 하이구레 마왕(그래그래 마왕)은 할 수 없이 결과를 인정하고 지구 행성 밖으로 떠나버린다. 곧바로 카스카베 박사(고지식 박사)가 비행선을 타고 와서 신노스케(짱구)는 가족들과 친구들을 다시 만날 수 있었고, 노하라 가족들(신형만,봉미선,신짱구,흰둥이)은 집 근처 동해 바닷가로 돌아가 우주선을 타고, 다시 이 세상으로 돌아옴으로써 노하라 가족들(신형만,봉미선,신짱구,흰둥이)은 집으로 돌아간다.

## 등장인물
괄호 안은 대한민국 더빙명임.
- 노하라 신노스케 (신짱구)
- 노하라 히로시 (신형만)
- 노하라 미사에 (봉미선)
- 시로 (흰둥이)
- 카자마 토루 (김철수)
- 사토 마사오 (이훈이)
- 보오 (이맹구)
- 사쿠라다 네네 (한유리)
- 타카쿠라 분타 (권지옹 선생님)
- 타카쿠라 부인 (강말자 선생님)
- 요시나가 미도리 선생님 (채성아 선생님)
- 마츠자카 우메 선생님 (나미리 선생님)
- 액션가면
- 사쿠라 미미코 (미미)
- 사쿠라 리리코 (리리)
- 키타 가스카베 박사 (VHS - 김춘일 박사, TV - 고지식 박사)
- 그래그래 마왕 (VHS - 하이그레 마왕, TV - 그래그래 마왕)
- T백 남작
- 하라마키 레이디스 (장미꽃 소녀단)

## 출연진
- 노하라 신노스케 - 야지마 아키코
- 노하라 히로시 - 후지와라 케이지
- 노하라 미사에 - 나라하시 미키
- 시로, 카자마 토루 - 마시마 마리
- 액션 가면 - 겐다 텟쇼
- 사쿠라 미미코, 사쿠라 리리코 - 코자쿠라 에츠코
- 키타 가스카베 박사 - 마스오카 히로시
- 액션 가면 (대역) - 나카타 카즈히로
- 좀빌리비 - 아오노 타케시
- 원장 선생님 - 나야 로쿠로
- 부원장 선생님 - 타키자와 로코
- 요시나가 미도리 선생님 - 타카다 유미
- 마츠다카 우메 선생님 - 토미자와 미치에
- 사쿠라다 네네 - 하야시 타마오
- 사토 마사오 - 스즈키 미에(이치류사이 테이유)
- 보오 - 사토 치에
- 할머니 - 쿄우다 히사코
- 고기 가게 주인 - 아라카와 타로
- 단 라자야 - 챠 후린
- 감독 - 야마구치 켄
- 조감독 - 누마타 유스케
- 스탭 1 - 반도 나오키
- 하이구레 마왕 - 노자와 나치
- T백 남작 - 고오리 다이스케
- 하라마키 레이디스 1 - 이노우에 요우
- 하라마키 레이디스 2 - 와타나베 쿠미코
- 하라마키 레이디스 3 - 키시로 사쿠라코

## 한국어 더빙
- 짱구 - 박영남
- 짱구 아빠 - 故 오세홍
- 짱구 엄마 / 맹구 - 강희선
- 액션가면 / 원장 - 현경수
- 그래그래 마왕 - 윤세웅
- 철수 / 미미 - 여민정
- 장성공 박사 - 이장우
- 좀빌리티 / T백남작 - 시영준
- 흰둥이 / 유리 - 장경희
- 훈이 / 부원장 / 장미꽃 소녀 B - 정혜옥
- 채성아 / 리리 / 장미꽃 소녀 C - 하은진
- 나미리 - 윤여진
- 장미꽃 소녀 A - 권인지

#### SBS 더빙
- 짱구 - 박영남
- 짱구 아빠 - 故 오세홍
- 짱구 엄마 - 강희선
- 액션가면 - 김민석
- 그래그래 마왕 - 박수옥
- 원장 / 장성공 박사 / 좀빌리비 - 故 김관진
- T백남작 - 故 김영민
- 철수(수재) / 흰둥이 - 박은숙
- 훈이(장군) - 이선
- 맹구(맹돌) / 채성아 - 문지현
- 미미 / 리리 - 주유랑

## 제작진
- 원작 : 우스이 요시토 《크레용 신짱》
- 각본 : 모토히라 료
- 캐릭터 디자인 : 오가와 히로시
- 작화감독 : 하라 카츠노리, 츠츠미 노리유키
- 미술감독 : 호시노 나오미
- 설정 디자인 : 유아사 마사아키
- 촬영감독 : 타카하시 히데코
- 음악 : 아라카와 토시유키
- 녹음감독 : 오오쿠마 아키라
- 편집 : 오카야스 하지메
- 프로듀서 : 모기 히토시 (신에이 동화), 오오타 켄지 (테레비 아사히), 호리우치 타카시 (ASATSU)
- 감독 : 혼고 미츠루
- 스토리보드·연출 : 하라 케이이치, 혼고 미츠루
- 동화 체크 : 코하라 켄지
- 조연출 : 젠 소이치로
- 색지정 : 노나카 사치코
- 특수효과 : 도이 미치아키
- 마무리 검사 : 나카니시 케이코, 이시다 나오미, 타카기 리에
- 마무리 : 교토 애니메이션, 트레이스 스튜디오 M
- 배경 : 아틀리에 로쿠
- 촬영 : 타츠노코 프로덕션
- 컬러 합성 : 와타나베 유리오, 스에히로 타카시
- 편집 : 코지마 토시히코, 무라이 히데아키, 미야케 요시키, 나카하 유미코, 카와사키 아키히로
- 효과 : 마츠다 아키히코 (피즈 사운드 크리에이션)
- 녹음 스튜디오 : APU 스튜디오
- 정음 : 시바타 노부히로, 야마모토 히사시, 우치야마 히로아키
- 녹음제작 : 오디오 플래닝 유
- 제작 어시스턴트 : 이이쿠사 요시카
- 기술협력 : 모리 미키오
- 제작 데스크 : 야마카와 준이치·카시와바라 켄지 (신에이 동화), 오오하시 나가하루 (교토 애니메이션)
- 제작진행 : 와다 야스시, 카이세이 사토시, 호시노 마사키, 우치다 카즈히로, 시무라 히로아키, 벳시 나오키
- 문예 : 카나이 히로시
- 현상 : 도쿄 현상소
- 타이틀 : 미치카와 아키라
- 제작 : 신에이 동화, ASATSU, 테레비 아사히
- 배급 : 토호

### 원화
하야시 시즈카, 타카쿠라 요시히코, 유아사 마사아키, 니시무라 히로유키, 오오츠카 마사미
사사키 마사카츠, 키가미 요시지, 하라 카츠노리, 츠츠미 노리유키, 무라타 후지요시
아라카와 마사츠구, 호타니 유카, 오오쿠보 오사무, 쿠스모토 유코, 마츠모토 토모아키
콘도 유우지, 타케우치 신지, 와카마츠 타카시, 마마다 마스오

## VHS·DVD
- VHS - 1994년 4월 25일 반다이 비주얼에서 발매
- DVD - 2002년 11월 25일 반다이 비주얼에서 발매

## 같이 보기
- 짱구는 못말려 (영화 시리즈)